# Újezdsko
Újezdsko je vesnice, část obce Kostelany v okrese Kroměříž. Nachází se asi 1,5 km na severozápad od Kostelan. Je zde evidováno 65 adres. Trvale zde žije 83 obyvatel.
Újezdsko je také název katastrálního území o rozloze 2,43 km2.

## Obyvatelstvo

### Struktura
Vývoj počtu obyvatel za celou obec i za jeho jednotlivé části uvádí tabulka níže, ve které se zobrazuje i příslušnost jednotlivých částí k obci či následné odtržení.
| Místní části   | Místní části  | 1869 | 1880 | 1890 | 1900 | 1910 | 1921 | 1930 | 1950 | 1961 | 1970 | 1980 | 1991 | 2001 | 2011 |
| -------------- | ------------- | ---- | ---- | ---- | ---- | ---- | ---- | ---- | ---- | ---- | ---- | ---- | ---- | ---- | ---- |
| Počet obyvatel | část Újezdsko | 194  | 217  | 230  | 211  | 242  | 252  | 242  | 204  | 231  | 184  | 124  | 81   | 83   | 93   |
| Počet domů     | část Újezdsko | 40   | 44   | 47   | 47   | 50   | 49   | 53   | 55   | -    | 57   | 43   | 58   | 59   | 60   |